# Moulin-Rouge - La Goulue
 (avril 2024).
Si vous disposez d'ouvrages ou d'articles de référence ou si vous connaissez des sites web de qualité traitant du thème abordé ici, merci de compléter l'article en donnant les références utiles à sa vérifiabilité et en les liant à la section « Notes et références ».
Moulin-Rouge - La Goulue est une affiche composée par Henri de Toulouse-Lautrec en décembre 1891. Le tirage sur papier mesure 191 × 117 cm. C'est une lithographie en quatre couleurs avec utilisation de la technique du soufflé (ou crachis).
C'est la première affiche commerciale de Toulouse-Lautrec.
Il existe plusieurs lieux de conservation car le tirage de l'estampe a été d'environ 3 000 exemplaires. Il y en a notamment une au musée Toulouse-Lautrec d'Albi, une au musée de la publicité à Paris, une au musée d’Ixelles en Belgique, une exposée au musée de Montmartre, etc. D’autres appartiennent à des collections particulières et beaucoup ont été détruites après affichage.

## L’historique de l’œuvre, sa vente
Toulouse-Lautrec exposa cette affiche en 1892 au 8e salon des indépendants et à l’exposition annuelle du groupe des XX à Bruxelles, deux expositions qu’il a déjà plusieurs fois côtoyées.
Ces affiches ont souvent été découpées et décollées des murs par des collectionneurs et marchands d’arts de l'époque car leur valeur avait été très bien comprise.

## Description de l'affiche
C’est une affiche pour le Moulin-Rouge. Une femme qui danse au milieu, une jambe en l’air, avec au premier plan à droite un homme dans l’ombre, tronqué, qui prend une grande place dans l’affiche, et au fond l’ombre de spectateurs orientés vers la danseuse, remarquable par sa culotte claire offerte à la vue et aux pieds chaussés de bas rouges comme son chemisier à pois. À gauche de la danseuse, des taches jaunes symbolisent la lumière. Le titre principal, « MOULIN ROUGE », est écrit deux fois, avec « LA GOULUE » en dessous en gras, ainsi que « Bal tous les soirs » à droite.

## Iconographie

### Thème de l’œuvre
Cette affiche présente la Goulue, vedette du seul spectacle du Moulin-Rouge : le chahut. Elle effectue ici une figure du quadrille qui, lui, fut inventé en 1850.

### Source du peintre

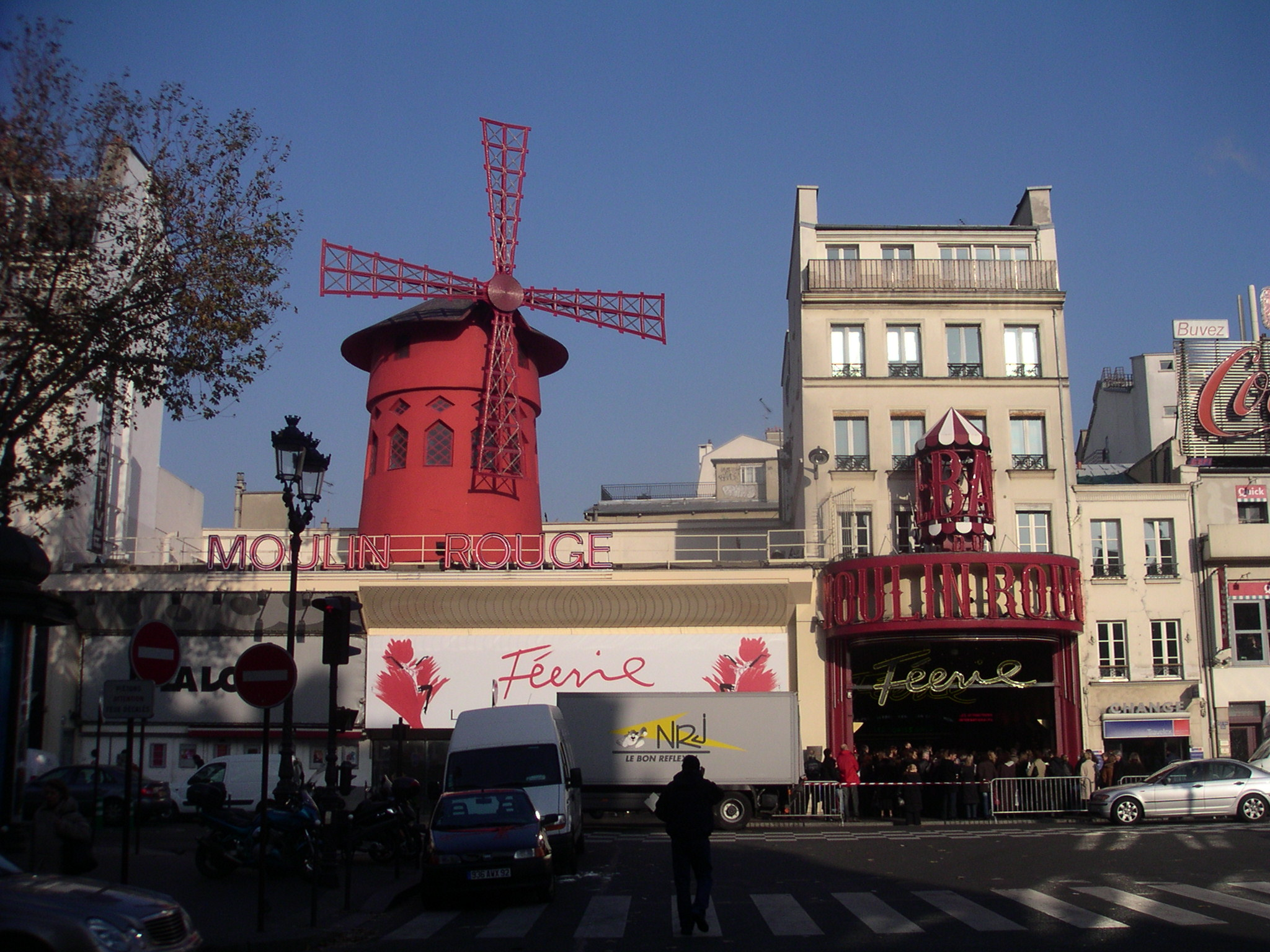
Le Moulin-Rouge

Depuis son ouverture le 5 octobre 1889 le Moulin-Rouge est devenu le plus moderne des cabarets de Paris. Joseph Oller et Charles Zidler, les deux propriétaires du cabaret, n’ont pas choisi le haut de la butte mal fréquenté, mais le pied de la butte de Montmartre. C’est pour rappeler avec nostalgie les moulins de Montmartre qu’ils ont choisi de décorer leur cabaret avec un moulin factice. Le cadre était inhabituel et permettait presque toutes les folies. Dans le jardin, on avait mis un éléphant géant venant de l’exposition universelle, dans lequel s’était installé un orchestre. Il y avait un petit coin de fête foraine, des jeunes femmes pouvaient se promener à dos d’âne pour 50 centimes. Il y avait aussi une scène de café-concert au fond de la salle de bal, à l’intérieur, où on trouvait aussi des fauteuils et quelques loges à l’étage. 
La Goulue, quant à elle, de son vrai nom Louise Weber, est née à Clichy-la-Garenne, d'une famille juive, originaire d’Alsace. Elle travailla comme blanchisseuse. Sa carrière fut lancée par Celeste Mogador, ex gloire du bal Mabille et Grille d'Égout, chorégraphe-danseuse. Elle se produisit dans divers cabarets de Paris. Charles Desteuques, gaston Goulu-Chilapane furent ses mentors. Gabriel Astruc et Thérésa lui donnèrent son nom de scène. C’est seulement de 1890 à 1895 qu’elle est engagée au Moulin-Rouge. (En 1893, elle participa à l'inauguration de l'Olympia). Elle sera licenciée en 1894 et se lancera comme artiste belluaire dans les foires. À partir de 1923 sa vie tourne à la déchéance de l'alcoolisme et elle meurt en 1929 à l’hôpital Lariboisière de Paris. Malgré la tournure qu’aura pris la vie de Louise Weber, Lautrec restera toujours son ami et lui décora sa baraque à la Foire du Trône. Panneau noir et blanc.
Le partenaire de la Goulue que l’on voit ici est Étienne Renaudin, surnommé Valentin le désossé pour ses capacités de contorsionniste. Frère d'un notaire de Sceaux, il est propriétaire d'immeubles et négociant en vin le jour, et danseur amateur la nuit.

### Circonstances du choix du sujet
Lautrec était un habitué du Moulin-Rouge. C’était son cabaret préféré et il y allait presque tous les soirs pour dessiner, croquer sur le vif, et aussi pour voir ses amis et se sentir chez lui, là ou toutes les singularités passaient inaperçues. Donc le Moulin-Rouge était déjà un sujet qu’il prenait à cœur.

### Les conditions de sa réalisation
Fin 1891, Zidler organisa un concours d’affiches pour célébrer ses danseuses et Pierre Bonnard y participa, ainsi bien sûr que Lautrec. C’était l’occasion pour lui de faire connaître son travail à un grand public, et c’est lui qui remporta la commande en présentant simplement son carton d’études.

### Comment le tableau a été reçu par le public
Du jour au lendemain, cette affiche a rendu célèbre Toulouse-Lautrec dans toute la capitale ainsi que le Moulin-Rouge. Il écrit à sa mère le 26 décembre 1891 : « Les journaux se sont montrés particulièrement gentils avec ton rejeton. Je t’envoie une coupure, un vrai miel pétri d’encens. Mon affiche remporte un triomphe sur les murs malgré quelques erreurs de l’imprimeur qui ont un peu abîmé ma production ».

### Hésitation du peintre pour le choix de la forme, esquisses, etc.
Lautrec procède toujours de la même façon, « affaire de teknique » disait-il souvent d'un ton blagueur. 
1. Dessin préparatoire au fusain sur carton. Lorsque l’on met côte à côte les œuvres achevées et les dessins préparatoires, on est touché par leurs similitudes.
2. Pour économiser du temps, il choisit des cartons colorés et il y peint avec une peinture très diluée à l'essence qui rend plutôt un effet d'aquarelle.
3. Puis vient le passage sur les pierres lithographiques. Il s’invente aussi une technique personnelle utilisant une brosse à dents pour donner plus de variété aux couleurs : c’est le crachis.

Il existe trois études préparatoires dont deux portraits de la Goulue.

## Analyse formelle
Elle est l’une de ses plus grandes affiches ; souvent il manque la bande supérieure de 27 cm.
Le carton d'étude : lumières vues du haut, ligne du parquet qui monte et qui crée une distorsion formant une rupture avec le réalisme et un effet de mouvement et de déséquilibre.
La figure de Valentin, devant, sert à mettre en valeur sa partenaire, notamment parce qu’il est en noir, mais aussi parce qu’il est sur une plus grande échelle, presque à la même taille que nous, spectateurs. De plus, la lumière est mise sur la Goulue, elle le cerne, d’en haut et d’en bas. 
Contrastes très forts, jaune blanc contre gris noir. Blanc sur noir créant un décrochement de la Goulue : effet de légèreté et attirance du regard du spectateur directement sur le jupon qui est le symbole du Moulin-Rouge et de la Goulue. Il utilise l'aplat, le crachis et les cernes foncés issues du japonisme.
La typographie est bien intégrée à l’image : Moulin-Rouge écrit deux fois, l’éclairage des ailes du moulin comme une image animée, annonçant ce que seront les futurs néons clignotants. Sur certaines affiches, on constate que le reste de la typographie est mis en transparence pour ne pas entraver la lecture du dessin.
Ici les personnages sont représentés de manière qu’on les reconnaisse : traits, gestes, attributs et mouvements qui leur sont propres.
La caricature et les traits simplifiés à l’extrême sont utilisés pour ne pas surcharger et faire passer en même temps le message.

## Contexte historique

### Place du dessin dans l’œuvre du peintre
Cette affiche est une œuvre de maturité car on y reconnaît une maîtrise parfaite de l’organisation de l’espace et la simplicité dans laquelle Lautrec peut faire ressurgir la singularité des gens. Mais en même temps, il faut souligner que c’est une première expérimentation de la lithographie.

### Mode de représentation
La lithographie était idéale pour rendre fidèlement ses recherches orientées vers le cloisonnisme que Lautrec inaugura en 1888 avec son tableau Au cirque Fernando : l’écuyère. Le cloisonnisme, fortement influencé par le japonisme, fut élaboré à Pont Aven par Emile Bernard. Il est fondé sur l’utilisation de grands aplats de couleurs qui sont cernés. Au départ, ce terme, dérivé de cloisonné, sert à désigner dans la fabrication des vitraux le procédé qui consiste à sertir un émail d’arrêtes de métal figurant le trait du dessin.
Ce qui est moderne dans cette affiche n’est donc pas la technique en elle-même, mais plutôt la manière dont s’en est servi Lautrec (aplat, cernes, crachis, etc.), ainsi que la représentation elle-même qui tient de la caricature. Lautrec, s’il ne s’apparente à aucun courant de l’époque, travaille auprès de tous ceux qui influenceront les nabis ainsi que de nombreux artistes marquants son époque.

### L'œuvre dans la carrière picturale de l’artiste
La famille de Lautrec est issue de la noblesse française. Le comte de Toulouse-Lautrec, son père, a pour passion les chevaux, la chasse, et pratique la peinture ainsi que la cire à modeler. L’art n’est pas du tout en contradiction avec leur rang social. Henri est atteint d’une maladie osseuse congénitale due à la consanguinité de leurs parents qui sont cousins. Il se fracture les deux fémurs, ce qui l’empêche ensuite de grandir et qui précipite et favorise sa vocation.
Citation d’Henri : « Et dire que si j’avais eu les jambes plus longues, je n’aurais jamais fait de peinture ! » Déjà, avant de recevoir l’enseignement de René Princeteau, ami de son père et peintre animalier, il remplit ses cahiers d’écolier de croquis et de caricatures. 
Puis en 1882, Princeteau le présente à Léon Bonnat, professeur de dessin très sévère, auprès duquel il reçoit une formation académique. Après la fermeture de l’atelier de Bonnat, il devient l’élève de Fernand Cormon, autre académicien, où il fait la connaissance de plusieurs artistes, dont Vincent van Gogh et Emile Bernard. En 1884, il s’installe à Montmartre et rencontre Degas qu’il apprécie beaucoup. Il commence à fréquenter les cabarets qui deviennent les sujets de ses œuvres. Jamais il ne s’est adonné à l’art académique, même si cet enseignement lui tout de même servi. Il n’a peint qu’une seule nature morte de style très académique, un fromage, mais elle ne fut pas retrouvée car, d’après son ami Gauzi, peut-être que Toulouse Lautrec l'a détruite de rage après qu’elle fut refusée au Salon.
Il s’éloigne donc peu à peu de l’académisme et se penche sur l’impressionnisme sans non plus s’y attacher vraiment. Le jeune Routy, le personnage se détache du fond au lieu de s’y fondre comme dans l’impressionnisme. Dès qu’une règle ne lui plaisait pas, il ne s’y attachait pas : tâtonnements, pas encore de style bien défini.
Les élèves de l’atelier de Cormon, dont Lautrec, se penchaient sur la technique du cloisonnisme. C’est aussi à partir de cette époque que Lautrec a réellement commencé à se passionner pour les estampes japonaises et leurs caractéristiques. Plus tard, il va même jusqu’à simplifier à l’extrême sa signature en utilisant la forme en cercle qui rappelle fortement la symbolique et l’esthétique japonisantes. Dès lors, on perçoit plus de maturité dans ses œuvres, on y remarque une réelle construction telle que dans Au cirque Fernando : L’Écuyère 1887/88, Au bal du moulin de la Galette, 1889, Moulin-Rouge, 1890. 
Gauzi, ami et biographe de Lautrec, disait : « Au Louvre, Olympia faisait pendant à l’odalisque d’Ingres ; il y avait de quoi inquiéter les jeunes et les faire hésiter. On cherchait à s’orienter. Ceux qui étaient bien sages n’avaient qu’un but, le Salon, et par ce moyen arriver au professorat, au portrait bien payé, au tableau commandé par l’État, ce qui promettait de mettre un peu de beurre dans les épinards. D’autres, sans renier les grands maîtres, se refusaient à les imiter indéfiniment. Il fallait chercher sa personnalité, aller de l’avant, trouver de nouveaux moyens d’expression. Lautrec, après avoir suivi Bonnat, avait commencé d’éclaircir sa palette dans l’atelier de Cormon. À cette époque, il signait les portraits de ses camarades d’atelier, Grenier et Émile Bernard, mais bientôt il devait se diriger délibérément vers l’impressionnisme ». Portrait d’Émile Bernard, 1886.
Ensuite, fréquentant les maisons closes, il y peint les femmes dans leur quotidien et reprend des sujets qu’il avait déjà traités dans le passé, comme les chevaux ou le cirque. Il travaille aussi pour la Revue Blanche. Affiche pour la Revue Blanche, 1895.

### Contexte socio-politique et culturel de la création de l'œuvre
On se trouve dans la IIIe république, constituée en 1870. En 1905 séparation de l’Église et de l’État. L’école devient laïque. En 1889 a eu lieu l’exposition universelle, qui inaugure la Tour Eiffel. La loi du 29 juillet 1881 instaure un régime très libéral en matière de presse et accélère le développement de l’affichage dans les villes. Fin XIXe début XXe siècle, c’est l’explosion artistique : les lieux de divertissements se multiplient ; on voit toutes les classes sociales fréquenter les cabarets. Les théâtres, les courses, les cirques, etc. offrent tout un panorama de loisirs. Et le début du XXe siècle voit l’affirmation des lois sociales : retraites, indemnités des accidents du travail, repos hebdomadaire.

### Œuvres du peintre  sur le même sujet

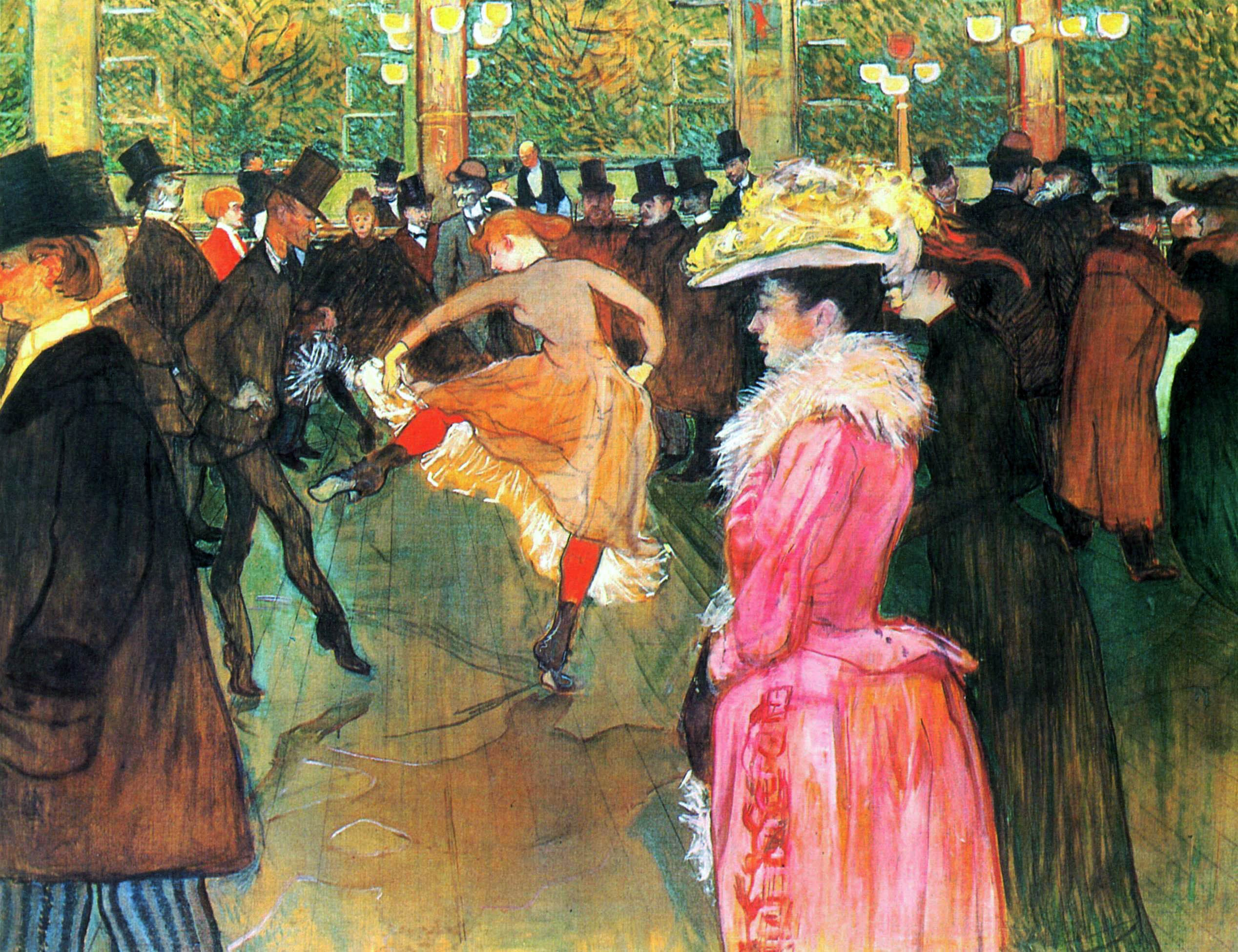
Moulin-Rouge (Dressage des nouvelles par Valentin le Désossé)
(1889/1890, Toile, 115 × 150 cm)

Moulin-Rouge (Dressage des nouvelles par Valentin le Désossé), 1889/1890, Toile, 115 × 150 cm. Dans cette œuvre, il utilise déjà le système de la troncature, qui met les personnages dans la zone hors cadre que nous partageons avec eux. Celle-ci est une œuvre charnière dans la carrière de Lautrec. Elle se situe entre son travail pictural qu’il ne cessera d’ailleurs pas, et sa découverte de la lithographie. C’est un prélude à son affiche du Moulin-Rouge.

### Le thème traité par d’autres peintres

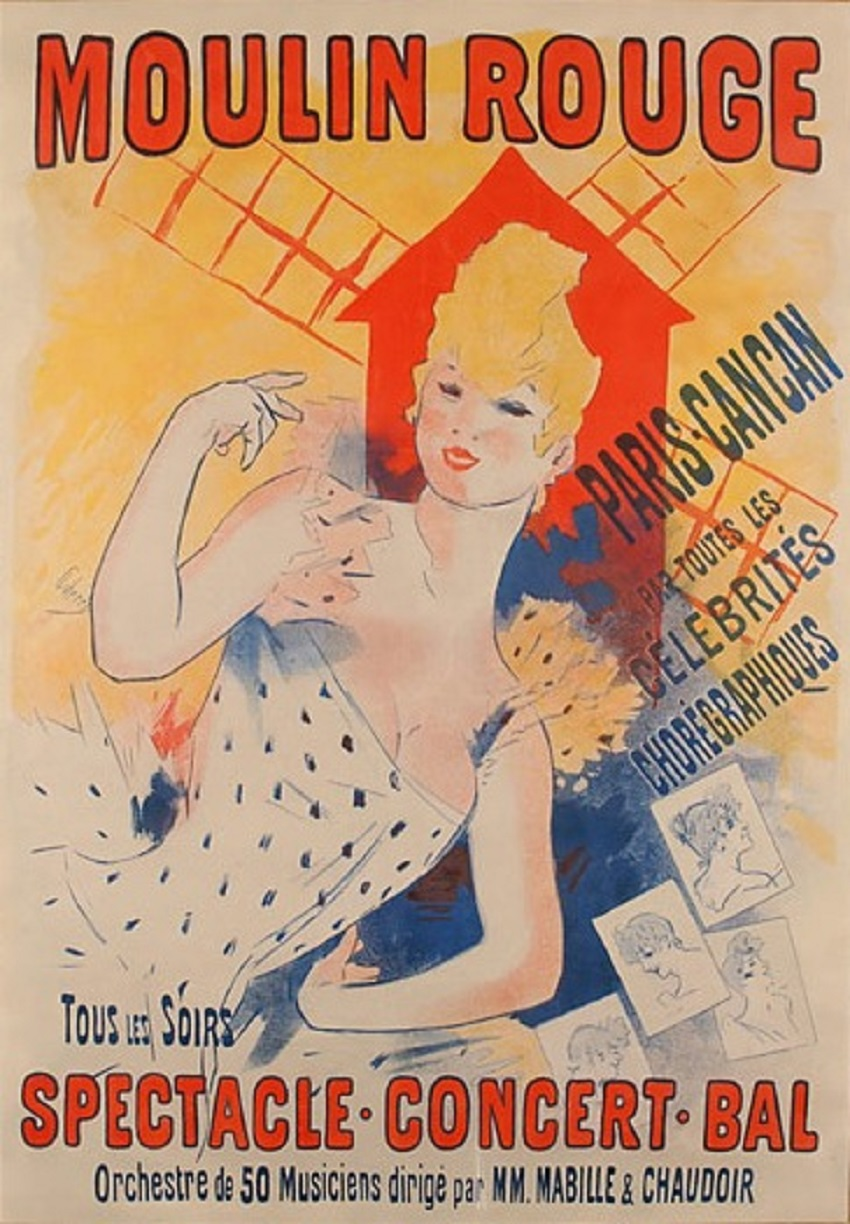
Jules Chéret, Moulin-Rouge : Paris-Cancan, 1890

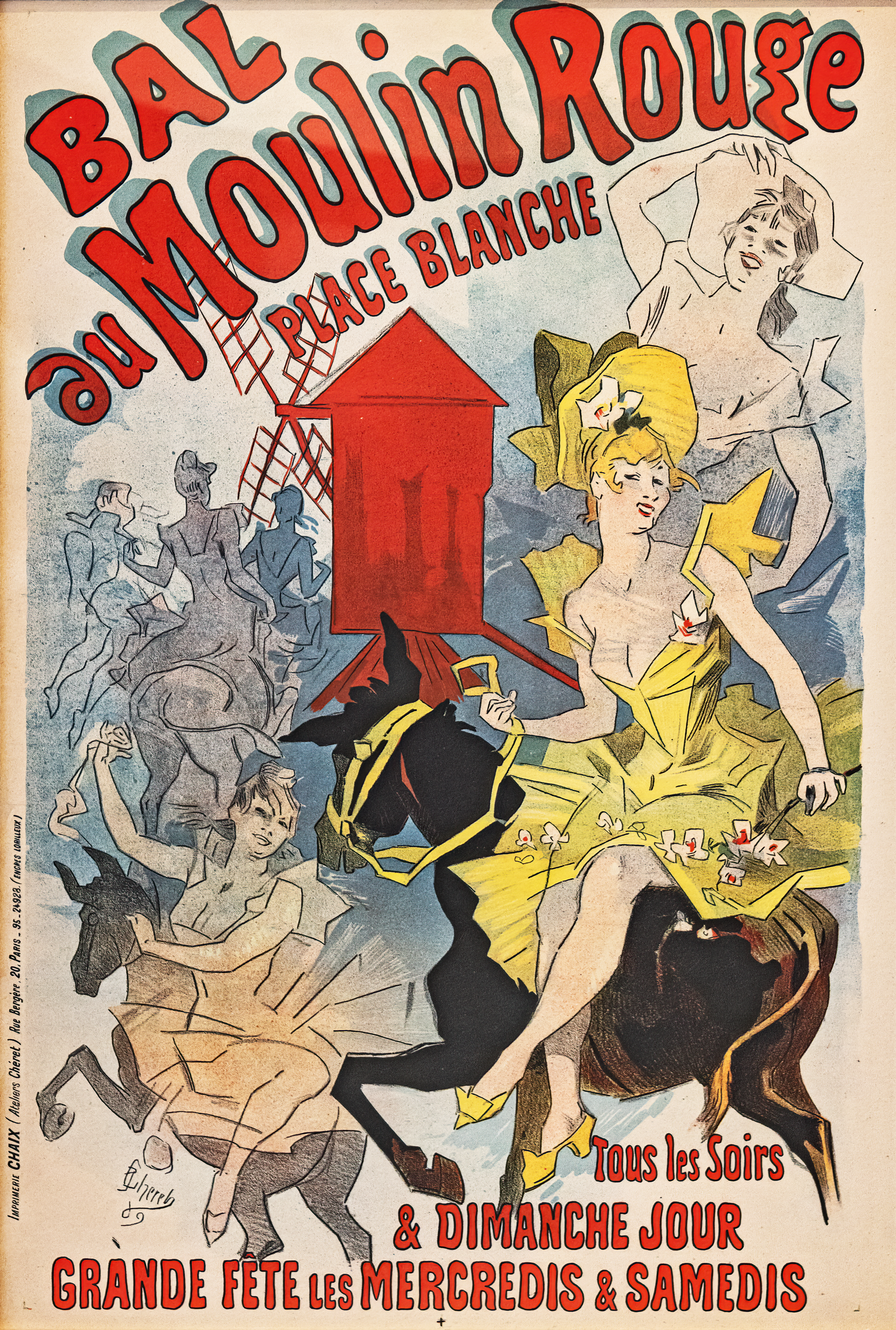
Jules Chéret, Bal au Moulin-Rouge, 1889

Jules Chéret avait réalisé les deux premières affiches du Moulin-Rouge : à l’époque c’était lui le plus grand affichiste de Paris. Avec celles-ci, il eut aussi un grand succès, sans trop innover. Il avait sa propre imprimerie jusqu’en 1881 et c’est l’inventeur de la lithographie moderne grâce à son procédé trichrome : des couleurs primaires superposées en trois ou quatre tirages, il obtient toutes les variétés possibles de coloris. Dans celle-ci, il a représenté les femmes qui pouvaient se promener à dos d’âne dans le jardin du cabaret et en aucun cas les folles soirées dansantes qui ont fait la renommée du Moulin-Rouge.
Chéret avait un modèle qu’on appelait la « Cherette », un stéréotype de la femme de l’époque, mignonne, joyeuse, élégante et toujours en mouvement et identifié par la couleur la plus vive, le jaune ou le rouge. Rien à voir avec les danseuse de cabaret qui soulèvent leurs jupes : ici la femme est encore pudique malgré son grand décolleté. Dans la deuxième affiche, on reconnaît vaguement la Goulue grâce à sa coiffure et les portraits des autres danseuses en bas, mais l’affiche ne reflète pas encore la singularité du Moulin-Rouge et de ses chahuteuses.